# Lucas Trejo
Lucas Federico Trejo (Córdoba, 29 dicembre 1987) è un calciatore argentino, difensore della Portuguesa FC.

## Carriera
Ha giocato nella massima serie dei campionati greco, venezuelano, colombiano e peruviano.